# Guglielmo Oberdan
Guglielmo Oberdan, nascido Wilhelm Oberdank (Trieste, 1 de fevereiro de 1858 — Trieste, 20 de dezembro de 1882) foi um patriota e expoente do irredentismo italiano. Foi julgado e condenado à morte por enforcamento pelo crime de conspirar contra a vida do imperador austríaco Francisco José, tornando-se assim um mártir do movimento pela Unificação da Itália.
Seu sobrenome já italianizado tornou-se um prenome atribuído até o primeiro quarto do século XX a meninos em homenagem ao patriota. Um exemplo de tal homenagem é o futebolista ítalo-brasileiro Oberdan Cattani.